# Torneo Clausura 2012 (Liga regional obereña)
El Torneo Clausura 2012 es el torneo que da fin a la temporada 2011/12 de la Primera División de la Liga Regional Obereña de fútbol.El torneo comienza en el mes de marzo y jugarán todos contra todos a dos ruedas.Cada ronda otorgará un ganador, luego entre esos dos equipos se disputará una final para coronar al campeón. En caso de que un equipo consiga ganar ambas ruedas será el campeón de forma directa.El defensor del título es Exalumnos 185 actual ganador del Torneo Apertura 2011 y representante de la Liga en el Torneo del Interior 2012

## Equipos participantes
- San Martín
- Ex Alumnos 185
- Atlético Alem
- Atlético Oberá
- Olimpia
- Aristóbulo del Valle
- Racing